# Didrik av Bern

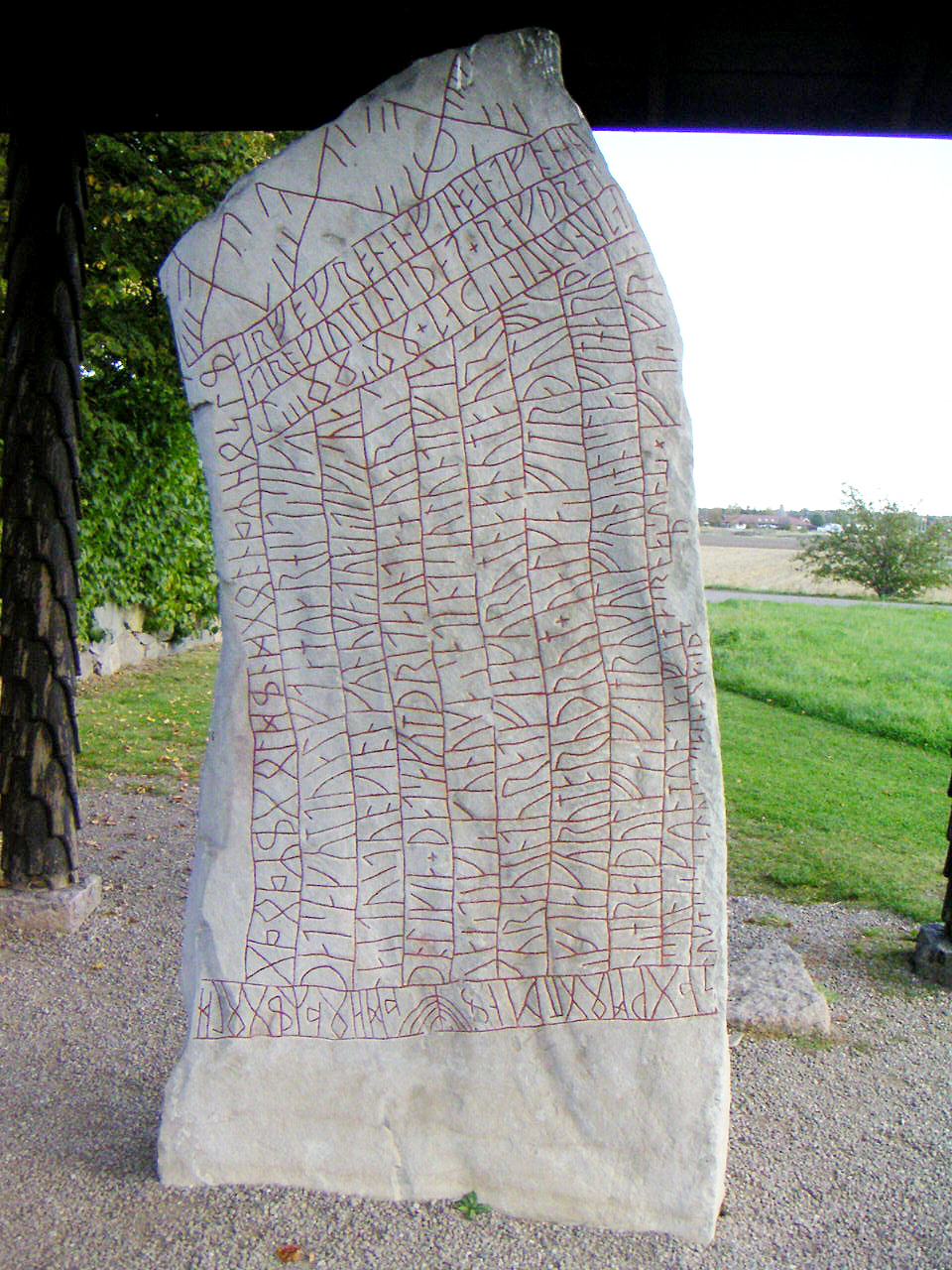
Rökstenen med det enda samtida vittnesbördet om hjälten i Didrikssägnerna.
Teoderik-strofen på gammalnordiska:
raiþ þiaurikR hin þurmuþi
stiliR ● flutna strontu hraiþmaraR
sitiR nu karuR o ● kuta sinum
skialti ub fatlaþR skati marika

Didrik av Bern (tyska: Dietrich von Bern) är ett fornnordiskt namn på en sagohjälte som uppträder i Didrikssagan och därmed besläktade dikter. Denne har identifierats med den östgotiske kungen Teoderik den store. 
Didrik av Bern är en av goternas mest berömda sagohjältar. Den historiska grunden för Didrik-sägnerna handlar om Teoderik den store och hans erövring av Italien (488-93); med Bern menas Verona, Norditaliens huvudstad, eller kanske egentligen östgoternas gamla kungasäte Basina. 
I Sverige finns vittnesbörd om en nordisk kunskap om Didrik. Den finns på runstenen i Röks socken i Östergötland (i början av 800-talet), där man (enligt den traditionella tolkningen) lovprisar en Thjo(d)rik som tidigare varit herre över Hreidhavets (Medelhavets) strand.

## Saga och verklighet

### Theoderik den store, likheter och skillnader
Sagogestalten Dietrich von Bern sattes redan av medeltida historiker (till exempel i Quedlinburg-krönikan) i samband med den östgotiske konungen Theoderik den store, även om det bara går att finna några få likheter mellan den historiske Theoderik och Dietrichsagan:
- Bern (mer exakt "Welschbern") är det tyska namnet för Verona, som låg i Theoderik den stores rike. Sätet för hans regering låg visserligen i Ravenna, men en av de avgörande striderna mellan Theodoric och hans motståndare Odoaker inträffande 490 i Verona.
- Dietrichs far hette Dietmar Dietrich, far till den historiske Theoderik Theodimir.
- Amelungenlegenden blir ofta förknippad med amelungar.
- I de tidigaste versionerna av legenden framträder Odovakar som Dietrichs motståndare, vilket också händer för den historiske Theoderik den store

Men det finns många stora skillnader mellan historia och legend:
- Theoderik den store föddes inte i Verona, sin ungdom tillbragte han i varje fall inte där, utan i Konstantinopel vid hovet för den bysantinske kejsaren Leo I.
- Den historiske Theodorik återvände inte som flykting till Italien, utan han erövrade det med ett inledande samtycke från Öst-Rom och mördade Odoaker, efter att ha besegrat honom i slaget vid Ravenna.
- Den först ca 455 födde Theoderik den store var inte samtida med den redan 453 avlidne hunnerkonungen Attila.
- Den gotiska kungen Ermanarich förlorade redan 375 striden mot hunnerna.
- "Raben" i "Rabenschlacht" likställs med det av Theoderik erövrade Ravenna, men enligt legenden ska Dietrich återgå till Hunnerimperiet – trots segern.

Dessa skillnader mellan Dietrich och till exempel den gotiska krönikan av Jordanes upptäckte redan Frutolf von Michelsberg. Han pekade 1100 i sin världskrönika på denna motsättning, och senare historiker försökte förklara motsättningen genom nya förklaringar, till exempel genom att Dietrich får en farfar med samma namn, som kan utvisas från Merano som den samtida Etzel aus Meran.

### Ursprunget till legenden, den rådande tankeskolan
Den nutida germanistiken betraktar inte längre de tyska epos och krönikor som behandlar Dietrich von Bern som en del av Quedlinburg-krönikan, utan ser omnämnandet av stora namn och händelser ur historien, där man presenterar en hjältesång eller episk historia (som slaget vid Ravenna), som en funktion för att skapa och vidmakthålla en identitet i ett samhälle som påverkas av händelserna under folkvandringsperioden. Historiska fakta (ofta förlust av hemmet, men också upprepade förvärv av nya områden efter hårda strider, som de erfarna östgoterna upplevde) var uppenbarligen något som man med hjälp av traditionella litterära mönster (utvisning och återvändandet hem, svek inom familjen) kunde omformulera för att klara av händelserna. Resultatet av utvecklingen av sagorna, som bygger på välkända berättarmotiv och huvudpersoner, är därför en enklare värld, en värld av enbart legender. Den tyske forskaren Joachim Heinzle skriver: "Synkroniseringen av händelser och personer som tillhör olika tider, syftar till att bygga en sluten hjältevärld där allt hör ihop med allt och alla har att göra med alla".
Den synkronisering som Heinzle skriver om kan påvisas när det gäller Ermanarik: I den första nedtecknade traditionen, Hildebrandssången från 800-talet, dyker han inte upp. I denna är det Odoacer för vars hat Didrik måste fly. I Quedlinburg-krönikan (1000) omnämns att Ermanarik, som är herre över alla goterna, på inrådan av Odoacer fördriver Didrik från Verona. Efter Ermanariks död fördriver Didrik i sin tur Odoacer från Ravenna. Personen Odoacer kan jämföras med rollen som Sifka från Didriksagan eller Sibiche i berättelsen om Didriks flykt. I senare verk - till exempel Didriksagan - försvinner namnet Odoacer helt och ersätts med Sifka. Detta sker kanske på grund av att namnet Odoacer (eller dess verkliga historiska reminiscens) inte passar in i berättelsen, eftersom det redan finns i Skaldskapens språk, den tredje delen av Snorres Edda (1220-1225). I denna mördar Ermanarik genom inverkan av den lömske rådgivaren Bikki sin son och sin hustru Svanhild. Det kan noteras här är att Odoacers hustru heter Sunigilda, vilket kanske klingar likt Svanhild.
Omvänt kan en sådan synkronisering också återkallas: I en publicerad version från 1491 av Eckesången nämns att Didrik bara hade använt svärdet han erövrat från Ecke en gång, nämligen när han under Zeno(n) befriade Lombardiet från upprorsmannan Odoacer. Det motsvarar faktiskt historiska fakta. Därför passar tydligen sagan åtminstone i enskilda fall åter igen in historien. Sången om jätten Ecke skildrar endast en episod och är därmed mindre beroende av en historisk kontinuitet än eposet om Didriks flykt.
För Italien betydde Theoderiks regeringstid en tid av fred med en slutlig blomstringstid för senantiken i Italien. Efter hans död följde en period av långa krigsår fram till det östgotiska rikets fall, detta kan ytterligare ha förhärligat minnet av denna fredsperiod. Theoderik hade också beskyddat de kvarvarande alemannerna i södra Tyskland då de hade besegrats av Klodvig I.
Som huvudperson i en saga där en kung drivs bort från sitt rike, och sedan vinner det tillbaka, var den historiske Theoderik ett perfekt exempel. Berättelser där en Theoderik i gestalt av Didrik spelat en roll har därför sannolikt fått ett välvilligt mottagande.